# Дхамрай (подокруг)
Дхамрай (бенг. ধামরাই, англ. Dhamrai) — подокруг в центральной части Бангладеш в составе округа Дакка. Образован в 1914 году. Административный центр — город Дхамрай. Площадь подокруга — 307,4 км². По данным переписи 1991 года население подокруга составляло 312 777 человек. Уровень грамотности населения составлял 29,5 %. Религиозный состав: мусульмане — 86,73 %, индуисты — 13,07 %, прочие — 0,2 %.

## Известные уроженцы
- Гопинатх Кавирадж (1887—1976) — индийский санскритолог, индолог, философ.